# Aerogallo
Aerogallo (с итал. — «Летающий петух») — итальянский лёгкий самолёт, построенный дизайнером и инженером Оттоне Бадджио. Самолёт был построен в 2009 году, но при попытке взлететь произошла авария и конструктор в течение двух лет пересчитывал, ремонтировал и дорабатывал свой проект.

## Конструкция
В «голове» «петуха» скрыт двигатель, установленный на раме, и вращающий трёхлопастной пропеллер. Конструкция смешанная, деревянно-металлическая: каркас фюзеляжа сделан из металлических труб и обтянут тканью, крыло изготовлено из древесины. Автором аэрографии является дизайнер Джулиано Бассо. Штурвал, в отличие от других самолётов, действует наоборот: для набора высоты его нужно толкать от себя, а для снижения — тянуть на себя. На самолёте установлена акустическая система, которая способна издавать 15 различных петушиных криков. В полёте «Aerogallo» может сбрасывать перья, которые перед взлётом кладутся в специальную коробку в хвосте самолёта. Шасси трёхстоечное с хвостовым колесом.

## Эксплуатация
Первый полёт состоялся 26 декабря 2011 года. Лётчиком-испытателем был Даниэль Бельтрам. Самолёт стал гвоздём программы ряда итальянских и мировых авиашоу. Авиационный музей Капрони наградил конструктора Оттоне Бадджио специальным призом за привнесение юмора в авиацию.